# شهرستان آلاماکی (آیووا)
شهرستان آلاماکی، آیووا (به انگلیسی: Allamakee County, Iowa) شهرستانی در ایالات متحده آمریکا است که در آیووا واقع شده‌است.

## خصوصیات
شهرستان آلاماکی ۱٬۷۰۶٫۸۱ کیلومترمربع مساحت دارد.